# Motomu Ida
Pour les articles homonymes, voir Ida.
Motomu Ida (井田 探, Ida Motomu), né le 3 septembre 1922 et mort le 14 septembre 2012, est un réalisateur et un scénariste japonais.
Il a aussi travaillé sous le nom de Tan Ida.

## Biographie
Motomu Ida a réalisé 53 films et écrit 12 scénarios entre 1958 et 1971.
Il meurt le 14 septembre 2012 à 90 ans des suites d'une pneumonie dans un hôpital de Chōfu.

## Filmographie partielle
- 1958 : Tōkyō wa koibito (東京は恋人?)
- 1961 : Tenshi ga ore o oikakeru (天使が俺を追い駈ける?)
- 1961 : Isseki nichō (一石二鳥?)
- 1961 : Le Chasseur débutant (青い狩人, Aoi karyūdo?)
- 1961 : Machi ni kikyū ga agaru toki (街に気球があがる時?)
- 1963 : Seishun o kaese (青春を返せ?)
- 1963 : Ginza no Jirōchō (銀座の次郎長?)
- 1964 : Kon'nichiwa akachan (こんにちは赤ちゃん?)
- 1964 : Ikite iru ōkami (生きている狼?)
- 1964 : Kuroi daisu ga ore o yobu (黒いダイスが俺を呼ぶ?)
- 1964 : Otoko no monshō: Kenka-jō (男の紋章 喧嘩状?)
- 1965 : Kenjū yarō (拳銃野郎?)
- 1965 : Sasurai wa ore no sadame (さすらいは俺の運命?)
- 1965 : Hoshi to ore tode kimetanda (星と俺とできめたんだ?)
- 1965 : Otoko no monshō: Ore wa kiru (男の紋章 俺は斬る?)
- 1966 : Aishite aishite aishichatta no yo (愛して愛して愛しちゃったのよ?)
- 1966 : Tekkaba jingi (鉄火場仁義?)
- 1966 : Sanbiki no mesu neko (三匹の牝猫?)
- 1966 : Ninkyō happō yabure (仁侠八方破れ?)
- 1967 : Bakuhatsu sanbyōmae (爆破３秒前?)
- 1968 : Zankyō mujō (残侠無情?)
- 1968 : Onna ukiyo buro (女浮世風呂?)
- 1968 : Hi-chō: Onna ukiyo sōshi (秘帳 女浮世草紙?)
- 1969 : Yoru no sai zensen: Onna kari (夜の最前線 女狩り?)
- 1969 : Yoru no sai zensen: Tōkyō onna chizu (夜の最前線 東京女地図?)
- 1971 : Yoru no sai zensen: Tōkyō maruhi chitai (夜の最前線 東京（秘）地帯?)[3]